# Ann Eleonora Jørgensen
Ann Eleonora Jørgensen (Hjørring, 16 oktober 1965) is een Deense actrice.
Ze bezocht de Statens Teaterskole in Kopenhagen, waar ze in 1993 afstudeerde. Ze heeft veel toneelrollen gespeeld, maar is bij het Deense publiek het meest bekend om haar rollen in de tv-serie TAXA (1997-1999) en de speelfilm Italiensk for begyndere (2000), waarvoor haar een Robert-prijs en de European Shooting Star werden toegekend. Voor haar rol van de predikante Anna in de speelfilm Forbrydelser (In Your Hands) uit 2004 ontving ze de publieksprijs bij het Internationaal Vrouwen Filmfestival in Bordeaux. Deze film heeft geen verband met de internationaal succesvolle tv-serie Forbrydelsen (The Killing I) uit 2007, waarin ze de rol speelde van Pernille Birk Larsen, de moeder van de vermoorde Nanna Birk Larsen.
Van 1991 tot en met 1999 was Ann Eleonora Jørgensen getrouwd met de regisseur Emmet Feige Berg. Ze hertrouwde in 2003 met de kunsthistoricus Rasmus Windfeld.

## Filmografie
- Når mor kommer hjem (1998)
- Den bedste af alle verdener (1999)
- Italiensk for begyndere (2000)
- At klappe med een hånd (2001)
- 2 ryk og 1 aflevering (2003)
- Forbrydelser (2004)
- Agata e la tempesta (2004)
- Hjemve (2007)
- Fatso (2008)

## Tv-series
- Slaget på tasken (1993)
- En succes (1993)
- Bryggeren (1997)
- Jakobs liste (1997)
- TAXA (1997)
- Pyrus i alletiders eventyr (2000)
- Hotellet (2001)
- Den serbiske dansker (2001)
- Helligtrekongersaften (2004)
- Georgisches Liebeslied (2005)
- Jul i Valhal (2005)
- Kronprinsessen (2006)
- Forbrydelsen (2007)
- Guldhornene (2007)
- Lykke (2010)
- Midsomer Murders (1 aflevering, 2014)
- Midzomer Murders (1 aflevering, 2018)